# Басаличівське
Басаличі́вське — заповідне урочище, розташоване на території Жерденівської сільської ради Гайсинського району Вінницької області (Басаличівське лісництво, кв. 61 діл. 1, 3). Оголошене відповідно до рішення Вінницького облвиконкому № 371 від 29.08.1984 р.
За фізико-географічним районуванням України (1968 р.) територія належить до Бершадського району області Подільського Побужжя Волино-Подільської височини Дністровсько-Дніпровської лісостепової зони. Для цієї області характерна хвиляста, з ярами і балками лесова височина з сірими опідзоленими ґрунтами, тобто з геоморфологічної точки зору описувана територія являє собою підвищену сильно розчленовану лесову рівнину позальодовикової області.
Клімат території помірно континентальний. Для нього характерне тривале нежарке літо і порівняно недовга, м'яка зима. Середня температура січня становить —6 °C, а липня +19 °C. Річна кількість опадів — понад 500 мм.
За геоботанічним районуванням України (1978 р.) територія належить до Вінницького (Центральноподільського) округу Подільсько-Бесарабської провінції Європейської широколистяної області. Ділянка являє собою еталонне високопродуктивне дубово-ясеневе насадження віком понад 100 років. У підліску зустрічаються кущі ліщини звичайної, бруслина бородавчасті і європейська, глід кривочашечковий.
У трав'янистому покриві переважають типові неморальні види — осока волосиста і пальчаста, фіалка Рейхенбаха, зірочник лісовий, зозулинець пахучий, яглиця звичайна, копитняк європейський, розхідник звичайний, мерінгія трижилкова та ін. Зростають тут рослини, занесені до Червоної книги України: гніздівка звичайна, коручки чемерникоподібна і пурпурова.